# Nati nel 1847

## Gennaio(44)
- 1º gennaio - Amalia Fossa, soprano italiano († 1911)
- 1º gennaio - Margherita di Borbone-Parma, nobile italiana († 1893)
- 3 gennaio - Ettore Marchiafava, medico italiano († 1935)
- 4 gennaio - Niko I Dadiani, principe georgiano († 1903)
- 4 gennaio - Benedetto Emanuele di San Giuseppe, politico italiano († 1906)
- 5 gennaio - Oku Yasukata, militare giapponese († 1930)
- 6 gennaio - Milovan Glišić, scrittore e drammaturgo serbo († 1908)
- 7 gennaio - Aleksandr Petrovič Karpinskij, geologo e mineralogista russo († 1936)
- 7 gennaio - Jean Paul Richter, storico dell'arte tedesco († 1937)
- 9 gennaio - Robert Garbe, ingegnere meccanico tedesco († 1932)
- 9 gennaio - Antonio Vico, cardinale e arcivescovo cattolico italiano († 1929)
- 10 gennaio - Gustav Behrend, dermatologo tedesco († 1925)
- 10 gennaio - Ferdinando Maria Perrone, imprenditore e patriota italiano († 1908)
- 10 gennaio - Jacob Henry Schiff, banchiere, imprenditore e filantropo tedesco († 1920)
- 11 gennaio - Luigi Cerebotani, presbitero, fisico e teologo italiano († 1928)
- 11 gennaio - Ormond Stone, astronomo e matematico statunitense († 1933)
- 13 gennaio - Edmond Louis Dupain, pittore francese († 1933)
- 13 gennaio - Osip Michajlovič Lerner, letterato, scrittore e critico letterario russo († 1907)
- 13 gennaio - Samuel Tinsley, scacchista inglese († 1903)
- 14 gennaio - Alberto Barberis, filosofo e religioso italiano († 1896)
- 14 gennaio - Borden Parker Bowne, teologo, filosofo e pastore protestante statunitense († 1910)
- 14 gennaio - Johannes Orth, patologo tedesco († 1923)
- 14 gennaio - Charles René Zeiller, botanico e paleontologo francese († 1915)
- 15 gennaio - Camille Doncieux, francese († 1879)
- 16 gennaio - Charles Georges Ferville-Suan, scultore francese († 1925)
- 16 gennaio - Svetozár Hurban Vajanský, scrittore, critico letterario e politico slovacco († 1916)
- 16 gennaio - Kálmán Mikszáth, scrittore, giornalista e politico ungherese († 1910)
- 17 gennaio - Leone Romanin Jacur, politico italiano († 1928)
- 17 gennaio - Augusto Rotoli, compositore italiano († 1904)
- 17 gennaio - Giomo Trichilo, poeta italiano († 1933)
- 17 gennaio - Nikolaj Egorovič Žukovskij, scienziato e matematico russo († 1921)
- 18 gennaio - Geltrude Comensoli, religiosa italiana († 1903)
- 18 gennaio - József Dobos, cuoco, pasticcere e imprenditore ungherese († 1924)
- 18 gennaio - Vincenzo Riolo, politico italiano († 1927)
- 21 gennaio - Joseph Achille Le Bel, chimico francese († 1930)
- 21 gennaio - Edward Aleksander Raczyński, nobile e collezionista d'arte polacco († 1926)
- 23 gennaio - Elijah Bond, avvocato e inventore statunitense († 1921)
- 24 gennaio - Teuira Henry, insegnante, etnologa e linguista tahitiana († 1915)
- 24 gennaio - Radomir Putnik, generale e politico serbo († 1917)
- 24 gennaio - John Joseph Frederick Otto Zardetti, arcivescovo cattolico, teologo e funzionario svizzero († 1902)
- 26 gennaio - John Bates Clark, economista statunitense († 1938)
- 27 gennaio - Henry Scott Holland, teologo e scrittore britannico († 1918)
- 29 gennaio - John Ramsay, XIII conte di Dalhousie, nobile, ufficiale e politico scozzese († 1887)
- 30 gennaio - Joseph Maas, tenore inglese († 1886)

## Febbraio(45)
- 1º febbraio - Marijan Varešanin, generale austro-ungarico († 1917)
- 3 febbraio - Warington Baden-Powell, ammiraglio inglese († 1921)
- 4 febbraio - Remus von Woyrsch, feldmaresciallo prussiano († 1920)
- 5 febbraio - Giuseppe Marchiori, politico italiano († 1900)
- 6 febbraio - Alberto Amman, imprenditore e nobile italiano († 1896)
- 6 febbraio - Lorenzo Guetti, presbitero e politico italiano († 1898)
- 8 febbraio - Hugh Price Hughes, religioso britannico († 1902)
- 8 febbraio - Hermann Klette, ingegnere tedesco († 1909)
- 8 febbraio - Filippo Nani Mocenigo, politico e storico italiano († 1921)
- 8 febbraio - Salvatore Salomone Marino, etnologo, medico e scrittore italiano († 1916)
- 8 febbraio - Hermann Vöchting, botanico tedesco († 1917)
- 8 febbraio - Evgenij Maksimilianovič di Leuchtenberg, principe russo († 1901)
- 9 febbraio - Luigi Gualdo, poeta e scrittore italiano († 1898)
- 10 febbraio - Giovanni Francica Nava, imprenditore, politico e nobile italiano († 1935)
- 10 febbraio - Anne de Rochechouart de Mortemart, filantropa, artista e nobile francese († 1933)
- 11 febbraio - Vittorio Ecclesia, fotografo italiano († 1928)
- 11 febbraio - Thomas Edison, inventore e imprenditore statunitense († 1931)
- 11 febbraio - Albert Woolson, militare statunitense († 1956)
- 12 febbraio - Philipp zu Eulenburg, diplomatico tedesco († 1921)
- 13 febbraio - Clelia Barbieri, religiosa italiana († 1870)
- 13 febbraio - Henry Fox-Strangways, V conte di Ilchester, nobile e politico inglese († 1905)
- 13 febbraio - Victor Gabriel Gilbert, pittore francese († 1933)
- 13 febbraio - Erich von Kielmansegg, politico tedesco († 1923)
- 14 febbraio - Giacomo Bresadola, presbitero e micologo italiano († 1929)
- 14 febbraio - Anna Howard Shaw, medico e attivista britannica († 1919)
- 15 febbraio - Bartolomeo Cabella, ingegnere e dirigente d'azienda italiano († 1907)
- 15 febbraio - Pierre-Émile Engel, tenore francese († 1927)
- 15 febbraio - Robert Fuchs, compositore e insegnante austriaco († 1927)
- 15 febbraio - Stewart Headlam, prete e religioso inglese († 1924)
- 16 febbraio - William Hunter Workman, medico, geografo e esploratore statunitense († 1937)
- 16 febbraio - Arthur Kinnaird, banchiere, calciatore e dirigente sportivo britannico († 1923)
- 16 febbraio - Philipp Scharwenka, compositore, pianista e docente tedesco († 1917)
- 17 febbraio - Mathilde Mallinger, soprano austriaco († 1920)
- 17 febbraio - Paul Georg von Möllendorff, linguista e diplomatico tedesco († 1901)
- 18 febbraio - Ulrico Hoepli, editore svizzero († 1935)
- 20 febbraio - Pietro Cantini, architetto italiano († 1929)
- 20 febbraio - Giacinto Pannella, presbitero, storico e bibliografo italiano († 1927)
- 22 febbraio - Edgar Lubbock, calciatore e funzionario britannico († 1907)
- 22 febbraio - Francesco Nobilioni, politico, diplomatico e imprenditore italiano († 1942)
- 23 febbraio - Sofia Carlotta di Baviera, duchessa († 1897)
- 24 febbraio - Ricciotti Garibaldi, generale, politico e patriota italiano († 1924)
- 24 febbraio - Luigi Marino, filosofo, storico e letterato italiano († 1912)
- 27 febbraio - Ellen Terry, attrice britannica († 1928)
- 28 febbraio - Salomon Eberhard Henschen, neurologo svedese († 1930)
- 28 febbraio - Román Ongpin, imprenditore filippino († 1912)

## Marzo(36)
- 3 marzo - Alexander Graham Bell, ingegnere, inventore e scienziato britannico († 1922)
- 3 marzo - Alexander Georg Supan, geografo austriaco († 1920)
- 4 marzo - Carl Josef Bayer, chimico austriaco († 1904)
- 4 marzo - Domenico Ferrata, cardinale italiano († 1914)
- 4 marzo - Henry Frederick Conrad Sander, botanico tedesco († 1920)
- 6 marzo - Federico Andreotti, pittore italiano († 1930)
- 6 marzo - Cesare Arzelà, matematico italiano († 1912)
- 9 marzo - Francis Ogilvy-Grant, X conte di Seafield, nobile scozzese († 1888)
- 9 marzo - Giacinto Guglielmi, politico italiano († 1911)
- 9 marzo - Martin-Pierre Marsick, violinista e docente belga († 1924)
- 10 marzo - Francesco di Paola III Guasco Gallarati di Bisio, nobile e storico italiano († 1926)
- 10 marzo - Edoardo Perroncito, scienziato, medico e veterinario italiano († 1936)
- 11 marzo - Sidney Sonnino, politico italiano († 1922)
- 12 marzo - Josip Belušić, inventore austro-ungarico († 1905)
- 12 marzo - Lipót Schulhof, astronomo ungherese († 1921)
- 14 marzo - Antônio de Castro Alves, poeta brasiliano († 1871)
- 15 marzo - Irma Melany Scodnik, scrittrice e attivista italiana († 1924)
- 18 marzo - Sabin Woolworth Colton, imprenditore statunitense († 1925)
- 18 marzo - Alessandro Cruto, inventore e imprenditore italiano († 1908)
- 19 marzo - Frank Wigglesworth Clarke, geologo e chimico statunitense († 1931)
- 19 marzo - Johann Maria Hildebrandt, esploratore e botanico tedesco († 1881)
- 19 marzo - Eduardo López de Romaña, politico peruviano († 1912)
- 19 marzo - Albert Pinkham Ryder, pittore statunitense († 1917)
- 21 marzo - Giovanni Vieri, patriota e tipografo italiano († 1926)
- 22 marzo - Vicenta María López y Vicuña, religiosa spagnola († 1890)
- 22 marzo - Nathan Zuntz, fisiologo tedesco († 1920)
- 23 marzo - Theodore Roussel, pittore inglese († 1926)
- 24 marzo - Emanuele D'Adda, politico italiano († 1911)
- 25 marzo - Pedro José Escalón, politico salvadoregno († 1923)
- 25 marzo - Fernand Lataste, zoologo francese († 1934)
- 26 marzo - Luigi Dalla Laita, artista e progettista italiano († 1939)
- 27 marzo - Otto Wallach, chimico tedesco († 1931)
- 29 marzo - Camillo Bianchi, politico e imprenditore francese († 1927)
- 30 marzo - Pietro Musone, compositore italiano († 1879)
- 31 marzo - James Henry Emerton, aracnologo e entomologo statunitense († 1930)
- 31 marzo - Hermann de Pourtalès, velista svizzero († 1904)

## Aprile(32)
- 1º aprile - Jules Crevaux, esploratore francese († 1882)
- 2 aprile - Edouard Adam, pittore francese († 1929)
- 2 aprile - Arthur Dalrymple Fanshawe, ammiraglio inglese († 1936)
- 2 aprile - Edward Leach, generale irlandese († 1913)
- 3 aprile - Enrico Butti, scultore italiano († 1932)
- 4 aprile - Charles Loring Jackson, chimico statunitense († 1935)
- 4 aprile - Catherine Potter, filantropa inglese († 1929)
- 5 aprile - Francis Egerton, III conte di Ellesmere, nobile e ufficiale inglese († 1914)
- 7 aprile - Jens Peter Jacobsen, scrittore danese († 1885)
- 8 aprile - Emil Kirdorf, imprenditore tedesco († 1938)
- 8 aprile - Karl Wittgenstein, imprenditore e mecenate austriaco († 1913)
- 9 aprile - Jeronimo de la Ossa, ingegnere e poeta panamense († 1907)
- 10 aprile - Silvio Dorigoni, patriota, alpinista e politico italiano († 1900)
- 10 aprile - Joseph Pulitzer, giornalista, editore e politico ungherese († 1911)
- 12 aprile - Egor Ivanovič Zolotarëv, matematico russo († 1878)
- 13 aprile - Elisabeth von Herzogenberg, pianista, compositrice e filantropa tedesca († 1892)
- 16 aprile - Nil Filatov, medico russo († 1902)
- 17 aprile - Eugenio Praga, liutaio italiano († 1901)
- 18 aprile - Carlos Espinosa de los Monteros y Sagaseta de Ilurdoz, militare e diplomatico spagnolo († 1928)
- 18 aprile - Hermann Osthoff, linguista tedesco († 1909)
- 19 aprile - Marcello Prestinari, militare italiano († 1916)
- 20 aprile - Ferdinand Rüegg, vescovo cattolico svizzero († 1913)
- 21 aprile - Richard Pribram, chimico austriaco († 1928)
- 21 aprile - Enrico Rocca, liutaio italiano († 1915)
- 22 aprile - Vladimir Aleksandrovič Romanov, nobile russo († 1909)
- 23 aprile - Carl Nicoladoni, chirurgo austriaco († 1902)
- 25 aprile - Édouard Debat-Ponsan, pittore francese († 1913)
- 26 aprile - Alfred Scott-Gatty, compositore e genealogista britannico († 1918)
- 26 aprile - Jorge Montt, ammiraglio e politico cileno († 1922)
- 28 aprile - Napoleone Colajanni, politico e saggista italiano († 1921)
- 28 aprile - Adelaide Neilson, attrice teatrale inglese († 1880)
- 29 aprile - Joachim Andersen, flautista danese († 1909)

## Maggio(30)
- 2 maggio - Mario Leoni, commediografo, giornalista e politico italiano († 1931)
- 4 maggio - Bernardino Lotti, geologo italiano († 1933)
- 4 maggio - Alfred Wilhelm Strohl, mecenate e pittore francese († 1927)
- 4 maggio - Francesco Uetam, basso spagnolo († 1913)
- 4 maggio - Milena Vukotić, regina montenegrina († 1923)
- 6 maggio - Àngel Guimerà, scrittore, commediografo e sceneggiatore spagnolo († 1924)
- 6 maggio - Aleksandr Dmitrievič Obolenskij, nobile e politico russo († 1917)
- 7 maggio - Archibald Primrose, V conte di Rosebery, nobile e politico britannico († 1929)
- 9 maggio - Antonio Fagiuoli, patriota italiano († 1866)
- 10 maggio - Wilhelm Killing, matematico tedesco († 1923)
- 11 maggio - Godefroid Kurth, storico belga († 1916)
- 15 maggio - Edwin Ray Lankester, biologo e zoologo britannico († 1929)
- 16 maggio - Ivan Vladimirovič Cvetaev, storico russo († 1913)
- 16 maggio - William Warde Fowler, storico e ornitologo britannico († 1921)
- 19 maggio - Lewis Beaumont, ammiraglio britannico († 1922)
- 19 maggio - Giuseppe Capruzzi, avvocato e politico italiano († 1912)
- 19 maggio - Henry Somerset, IX duca di Beaufort, militare e nobile inglese († 1924)
- 21 maggio - Antonio Favaro, matematico e storico della scienza italiano († 1922)
- 24 maggio - Wilhelm Haarmann, chimico tedesco († 1931)
- 25 maggio - Domenico Turitto, militare italiano († 1896)
- 26 maggio - Pietro Frugoni, avvocato e politico italiano († 1925)
- 26 maggio - Hermann Löhlein, ginecologo e medico tedesco († 1901)
- 26 maggio - Francesco Matteucci, politico italiano († 1912)
- 26 maggio - Giulio Moschetti, scultore italiano († 1909)
- 27 maggio - Ed Schieffelin, esploratore e minatore statunitense († 1897)
- 29 maggio - Elia Fornoni, architetto e ingegnere italiano († 1925)
- 30 maggio - Feride Hanimsultan, principessa ottomana († 1920)
- 31 maggio - Leopoldo Franchetti, politico, nobile e economista italiano († 1917)
- 31 maggio - Auguste Pavie, diplomatico, esploratore e scrittore francese († 1925)
- 31 maggio - William Pirrie, imprenditore irlandese († 1924)

## Giugno(29)
- 1º giugno - Oronzo Mario Scarano, compositore e direttore d'orchestra italiano († 1901)
- 7 giugno - Roberto Sacchetti, scrittore e giornalista italiano († 1881)
- 8 giugno - Ida McKinley, first lady statunitense († 1907)
- 8 giugno - Camillo Siciliano di Rende, cardinale e arcivescovo cattolico italiano († 1897)
- 9 giugno - Alois Meichsner von Meichsenau, ingegnere e architetto croato († 1916)
- 9 giugno - Edmund Resch, imprenditore e attivista tedesco († 1923)
- 10 giugno - John George Beresford, giocatore di polo irlandese († 1925)
- 10 giugno - Luigi Lucchini, politico e giurista italiano († 1929)
- 11 giugno - Francesco Coppola Castaldo, pittore italiano († 1916)
- 11 giugno - Millicent Garrett Fawcett, scrittrice e attivista britannica († 1929)
- 11 giugno - Carlo Forlanini, medico e inventore italiano († 1918)
- 12 giugno - Friedrich von Payer, politico e avvocato tedesco († 1931)
- 16 giugno - Paul Alexis, scrittore e drammaturgo francese († 1901)
- 19 giugno - Robert Barker, calciatore inglese († 1915)
- 19 giugno - Ernst Haeberlin, giurista e numismatico tedesco († 1925)
- 20 giugno - Adalberto Cencetti, scultore italiano († 1907)
- 20 giugno - Gina Krog, politica, insegnante e editrice norvegese († 1916)
- 21 giugno - Luigi Battei, imprenditore, patriota e editore italiano († 1917)
- 23 giugno - Agnes Dean Abbatt, pittrice e illustratrice statunitense († 1917)
- 24 giugno - Azzio Caselli, chirurgo italiano († 1898)
- 24 giugno - Joseph-Noël Sylvestre, pittore francese († 1926)
- 24 giugno - Amilcare Tonietti, arcivescovo cattolico italiano († 1927)
- 25 giugno - Ugo Brusati, nobile, generale e politico italiano († 1936)
- 26 giugno - Nemesia Valle, religiosa italiana († 1916)
- 27 giugno - Cesidio Gentile, poeta italiano († 1914)
- 28 giugno - Julius Heinrich Franz, astronomo tedesco († 1913)
- 28 giugno - Sveinbjörn Sveinbjörnson, compositore islandese († 1927)
- 29 giugno - Paul Flechsig, psichiatra, anatomista e patologo tedesco († 1929)
- 30 giugno - Angelo Donati, banchiere e patriota italiano († 1897)

## Luglio(29)
- 1º luglio - Heinrich Gelzer, filologo classico tedesco († 1906)
- 2 luglio - Marcel Alexandre Bertrand, geologo francese († 1907)
- 2 luglio - Paolo Clementini, magistrato e politico italiano († 1903)
- 2 luglio - Alfonso Di Legge, matematico e astronomo italiano († 1938)
- 2 luglio - Julien Foucaud, botanico francese († 1904)
- 5 luglio - Joshua Millner, tiratore a segno britannico († 1931)
- 8 luglio - Pio Rajna, filologo e critico letterario italiano († 1930)
- 9 luglio - Wong Fei-hung, medico e artista marziale cinese († 1924)
- 10 luglio - Maria Rutgers-Hoitsema, educatrice olandese († 1934)
- 11 luglio - Costanzo Rinaudo, storico e politico italiano († 1937)
- 12 luglio - Karl Heinrich Barth, pianista e insegnante tedesco († 1922)
- 13 luglio - Leopoldina del Brasile, principessa brasiliana († 1871)
- 14 luglio - Hermann Fehling, ginecologo tedesco († 1925)
- 14 luglio - August Eduard Martin, ginecologo tedesco († 1933)
- 14 luglio - Tito Troja, pittore italiano († 1916)
- 15 luglio - Carlo Sutermeister, imprenditore e ingegnere svizzero († 1918)
- 17 luglio - Julio Argentino Roca, politico argentino († 1914)
- 18 luglio - Friedrich Adam, architetto tedesco († 1928)
- 18 luglio - Edward Goschen, diplomatico inglese († 1924)
- 20 luglio - William Beresford, ufficiale irlandese († 1900)
- 20 luglio - Max Liebermann, pittore tedesco († 1935)
- 22 luglio - Vladimir Michajlovič Golicyn, politico russo († 1932)
- 23 luglio - Giovanni Minoli, patriota italiano († 1859)
- 24 luglio - Evelyn Boscawen, VII visconte Falmouth, nobile e generale inglese († 1918)
- 25 luglio - Paul Langerhans, patologo, fisiologo e viaggiatore tedesco († 1888)
- 28 luglio - James Lindsay, XXVI conte di Crawford, politico scozzese († 1913)
- 29 luglio - Carlo Sandrelli, magistrato e politico italiano († 1923)
- 29 luglio - Albertha Spencer-Churchill, duchessa di Marlborough, nobile britannica († 1932)
- 31 luglio - Ignacio Cervantes, compositore cubano († 1905)

## Agosto(36)
- 1º agosto - Thomas James Conaty, vescovo cattolico irlandese († 1915)
- 2 agosto - Bernardo Arnaboldi Gazzaniga, politico italiano († 1918)
- 2 agosto - Cecil Francis Parr, tennista britannico († 1928)
- 3 agosto - John Hamilton Gordon, nobile e politico scozzese († 1934)
- 3 agosto - William Lindsay, calciatore inglese († 1923)
- 4 agosto - Luigi Salvatore d'Asburgo-Lorena, nobile († 1915)
- 5 agosto - Domenico Barduzzi, dermatologo e idrologo italiano († 1929)
- 5 agosto - María Emilia Riquelme y Zayas, religiosa spagnola († 1940)
- 7 agosto - Adeline Chapman, attivista inglese († 1931)
- 8 agosto - Antonio De Zolt, matematico italiano († 1926)
- 9 agosto - Maria Vittoria dal Pozzo della Cisterna, regina († 1876)
- 10 agosto - Agostino Oglialoro Todaro, chimico italiano († 1923)
- 12 agosto - Pasquale Baiocchi, patriota italiano († 1907)
- 14 agosto - Robert Comtesse, politico svizzero († 1922)
- 14 agosto - Karl Oskar Medin, pediatra svedese († 1927)
- 17 agosto - Fedele Cappelletti, ceramista italiano († 1920)
- 19 agosto - Hans Paul Bernhard Gierke, anatomista tedesco († 1886)
- 20 agosto - Bolesław Prus, scrittore e giornalista polacco († 1912)
- 21 agosto - Egisto Lancerotto, pittore italiano († 1916)
- 21 agosto - Francesco Piria, imprenditore, giornalista e politico uruguaiano († 1933)
- 22 agosto - John Forrest, esploratore australiano († 1918)
- 22 agosto - Alexander Campbell Mackenzie, compositore e direttore d'orchestra britannico († 1935)
- 23 agosto - Edoardo Negri de Salvi, militare e politico italiano († 1937)
- 23 agosto - Sarah Frances Whiting, fisica e astronoma statunitense († 1927)
- 24 agosto - Costantino De Crescenzo, pianista e compositore italiano († 1911)
- 24 agosto - William Kenyon-Slaney, politico e calciatore inglese († 1908)
- 24 agosto - Charles Follen McKim, architetto statunitense († 1909)
- 24 agosto - Giuseppe Cesare Molineri, scrittore, poeta e giornalista italiano († 1912)
- 24 agosto - Pietro Maria Rocca, storico italiano († 1918)
- 27 agosto - Gustave Joseph Waffelaert, vescovo cattolico belga († 1931)
- 28 agosto - Norman Garstin, pittore, insegnante e critico d'arte irlandese († 1926)
- 29 agosto - Gaetano Carlo Chelli, romanziere italiano († 1904)
- 29 agosto - Romilda Pantaleoni, soprano italiano († 1917)
- 30 agosto - Morton Betts, calciatore inglese († 1914)
- 30 agosto - Hermann Einstein, imprenditore tedesco († 1902)
- 31 agosto - Edoardo Matania, pittore e illustratore italiano († 1929)

## Settembre(27)
- 2 settembre - George Robert Sims, giornalista, poeta e commediografo inglese († 1922)
- 2 settembre - Franz von Thun und Hohenstein, nobile e politico boemo († 1916)
- 4 settembre - Franz Moroder, politico e poeta austriaco († 1920)
- 4 settembre - Mariano Panebianco, ingegnere e architetto italiano († 1915)
- 5 settembre - Jesse James, pistolero e criminale statunitense († 1882)
- 6 settembre - Vittorio II di Ratibor, principe tedesco († 1923)
- 8 settembre - Achille Giovanni Cagna, scrittore italiano († 1931)
- 8 settembre - Francesco Gnecchi, pittore e numismatico italiano († 1919)
- 11 settembre - Giuseppe Beghelli, scrittore e giornalista italiano († 1877)
- 11 settembre - Mary Watson Whitney, astronoma statunitense († 1921)
- 12 settembre - John Crichton-Stuart, III marchese di Bute, nobile britannico († 1900)
- 12 settembre - Carl Flügge, batteriologo e igienista tedesco († 1923)
- 13 settembre - Luigi Zuccari, generale e politico italiano († 1925)
- 14 settembre - William Edward Ayrton, fisico e ingegnere britannico († 1908)
- 14 settembre - Dimităr Grekov, politico bulgaro († 1901)
- 15 settembre - Riccardo Sebellin, imprenditore, politico e dirigente sportivo italiano († 1925)
- 15 settembre - Flora Wambaugh Patterson, micologa statunitense († 1928)
- 18 settembre - Vincenzo Casagrandi, storico e archeologo italiano († 1938)
- 21 settembre - Maurice Barrymore, attore teatrale e pugile britannico († 1905)
- 22 settembre - Enrique Almaraz y Santos, cardinale e arcivescovo cattolico spagnolo († 1922)
- 24 settembre - Robert Gardner, calciatore scozzese († 1887)
- 26 settembre - Wolf Wilhelm Friedrich von Baudissin, teologo tedesco († 1926)
- 29 settembre - Gabriel Ferrier, pittore francese († 1914)
- 29 settembre - Mary Louise McLaughlin, ceramista statunitense († 1939)
- 30 settembre - Wilhelmina Drucker, attivista olandese († 1925)
- 30 settembre - Vilma Hugonnai, medico ungherese († 1922)
- 30 settembre - Wincenty Kluczyński, arcivescovo cattolico polacco († 1917)

## Ottobre(41)
- 1º ottobre - Annie Besant, attivista, saggista e esoterista britannica († 1933)
- 2 ottobre - Paul von Hindenburg, generale e politico tedesco († 1934)
- 2 ottobre - Sergej Gennadievič Nečaev, rivoluzionario russo († 1882)
- 3 ottobre - Carl Friedrich Glasenapp, biografo, filologo e scrittore russo († 1915)
- 3 ottobre - Frantz Jourdain, architetto, critico d'arte e scrittore belga († 1935)
- 3 ottobre - Eduard Richter, geografo austriaco († 1905)
- 4 ottobre - Louis-Henri Boussenard, scrittore francese († 1910)
- 5 ottobre - Igino Bandi, vescovo cattolico italiano († 1914)
- 5 ottobre - Anghel Demetriescu, storico e scrittore rumeno († 1903)
- 6 ottobre - Gennaro Minervini, prefetto, giornalista e politico italiano († 1916)
- 6 ottobre - Adolf von Hildebrand, scultore e scrittore tedesco († 1921)
- 7 ottobre - Emil Holub, esploratore, cartografo e etnografo ceco († 1902)
- 7 ottobre - Hobart Johnstone Whitley, imprenditore canadese († 1931)
- 8 ottobre - Giacinto Gaggia, arcivescovo cattolico italiano († 1933)
- 9 ottobre - Stephanus Jacobus du Toit, politico e religioso sudafricano († 1911)
- 10 ottobre - Gheorghe Dima, compositore romeno († 1925)
- 11 ottobre - Alice Meynell, poetessa inglese († 1922)
- 13 ottobre - Maurice Camille Bailloud, generale francese († 1921)
- 13 ottobre - Aleksandr Pavlovič Lenskij, attore, regista teatrale e docente russo († 1908)
- 13 ottobre - Oswald von Richthofen, politico tedesco († 1906)
- 14 ottobre - Gustavo Cipriani, imprenditore e politico italiano († 1914)
- 14 ottobre - Nicodemo Jadanza, geodeta e cartografo italiano († 1920)
- 15 ottobre - Ōtsuki Fumihiko, linguista e storico giapponese († 1928)
- 16 ottobre - Maria Pia di Savoia, principessa († 1911)
- 17 ottobre - Shivashanmukha Rao, principe indiano († 1878)
- 18 ottobre - Anton Marty, filosofo svizzero († 1914)
- 18 ottobre - Sylvanus Stall, scrittore e pastore protestante statunitense († 1915)
- 19 ottobre - Aristide Baragiola, linguista italiano († 1920)
- 20 ottobre - Oscar Swahn, tiratore a segno svedese († 1927)
- 20 ottobre - Frits Thaulow, pittore norvegese († 1906)
- 21 ottobre - Edvard Brandes, scrittore, politico e giornalista danese († 1931)
- 21 ottobre - Pio Fabri, ceramista italiano († 1927)
- 21 ottobre - Giuseppe Giacosa, drammaturgo, scrittore e librettista italiano († 1906)
- 22 ottobre - Koos de la Rey, generale e politico sudafricano († 1914)
- 25 ottobre - Archibald Clavering Gunter, scrittore inglese († 1907)
- 25 ottobre - Luigi Pagliani, igienista italiano († 1932)
- 26 ottobre - Karl Penka, antropologo austriaco († 1912)
- 27 ottobre - Angelo Maffucci, patologo italiano († 1903)
- 28 ottobre - Pio Sanquirico, pittore italiano († 1900)
- 30 ottobre - Galileo Ferraris, ingegnere e scienziato italiano († 1897)
- 31 ottobre - Raimondo Jaffei, vescovo cattolico italiano († 1932)

## Novembre(37)
- 1º novembre - Emma Albani, soprano canadese († 1930)
- 1º novembre - Hiệp Hòa, imperatore vietnamita († 1883)
- 2 novembre - Martin Gosselin, diplomatico inglese († 1905)
- 2 novembre - Georges Sorel, filosofo, sociologo e ingegnere francese († 1922)
- 4 novembre - Augusto di Braganza, nobile portoghese († 1889)
- 4 novembre - Gustav Hirschfeld, archeologo tedesco († 1895)
- 6 novembre - Ugo Balzani, storico italiano († 1916)
- 6 novembre - Lothar Meggendorfer, illustratore tedesco († 1925)
- 7 novembre - Lotta Crabtree, attrice statunitense († 1924)
- 8 novembre - Jean Casimir-Perier, politico francese († 1907)
- 8 novembre - Carlo Alberto Castigliano, ingegnere e matematico italiano († 1884)
- 8 novembre - Bram Stoker, scrittore irlandese († 1912)
- 9 novembre - Leopoldo Pieroni, flautista e compositore italiano († 1919)
- 10 novembre - Frederick Arthur Bridgman, pittore statunitense († 1928)
- 10 novembre - Edward Guinness, I conte di Iveagh, filantropo irlandese († 1927)
- 13 novembre - Antonio Grober, alpinista italiano († 1909)
- 14 novembre - Ekaterina Michajlovna Dolgorukova, nobile russa († 1922)
- 14 novembre - Ruggero Alfredo Micheli, generale e ingegnere italiano († 1919)
- 15 novembre - Maddalena Morano, religiosa italiana († 1908)
- 15 novembre - James O'Neill, attore irlandese († 1920)
- 17 novembre - Carlo Mirabello, ammiraglio italiano († 1910)
- 18 novembre - Eliška Krásnohorská, scrittrice, traduttrice e librettista ceca († 1926)
- 18 novembre - Vincenzo Edoardo Lojodice, avvocato e politico italiano († 1922)
- 18 novembre - Hermann von Tappeiner, farmacologo tedesco († 1927)
- 19 novembre - Lionel Dauriac, musicologo e filosofo francese († 1923)
- 19 novembre - Carl Friedländer, patologo e microbiologo tedesco († 1887)
- 19 novembre - Mario Gigliucci, patriota, ingegnere e imprenditore italiano († 1937)
- 19 novembre - Carlo Sanseverino, imprenditore e politico italiano († 1919)
- 22 novembre - Salvador Vinyals i Sabaté, architetto spagnolo († 1926)
- 22 novembre - Richard Bowdler Sharpe, zoologo e biologo inglese († 1909)
- 23 novembre - Géza Horváth, medico e entomologo ungherese († 1937)
- 23 novembre - Charles Renard, militare, ingegnere e inventore francese († 1905)
- 24 novembre - Antoni Jurasz, medico polacco († 1923)
- 26 novembre - Dagmar di Danimarca, imperatrice danese († 1928)
- 27 novembre - Andreas Arzruní, mineralogista e geologo armeno († 1898)
- 28 novembre - Cesare Augusto Detti, pittore italiano († 1914)
- 30 novembre - Afonso Augusto Moreira Pena, avvocato e politico brasiliano († 1909)

## Dicembre(35)
- 1º dicembre - Agathe Backer-Grøndahl, pianista e compositrice norvegese († 1907)
- 1º dicembre - Antonín Chittussi, pittore ceco († 1891)
- 1º dicembre - Christine Ladd-Franklin, psicologa, logica e matematica statunitense († 1930)
- 2 dicembre - Rüdiger von Biegeleben, diplomatico e nobile austriaco († 1912)
- 4 dicembre - Luigi Simeoni, politico italiano († 1910)
- 6 dicembre - Bernardino Caldaioli, vescovo cattolico italiano († 1907)
- 7 dicembre - Solomon Schechter, rabbino e pedagogo romeno († 1915)
- 8 dicembre - Carl Weitbrecht, scrittore e storico della letteratura tedesco († 1904)
- 9 dicembre - George Grossmith, attore, compositore e cantante inglese († 1912)
- 10 dicembre - Andrea Landini, pittore italiano († 1935)
- 10 dicembre - Carlo Romussi, avvocato, giornalista e politico italiano († 1913)
- 12 dicembre - Hans Gross, criminologo austriaco († 1915)
- 12 dicembre - Emanuele Paternò, politico e chimico italiano († 1935)
- 13 dicembre - Elisa Malesci-Pezzaglia, attrice teatrale italiana († 1891)
- 13 dicembre - Kuno von Moltke, generale tedesco († 1923)
- 14 dicembre - Vincenzo Giura, orafo, gioielliere e politico italiano († 1926)
- 16 dicembre - Augusta Holmès, compositrice irlandese († 1903)
- 16 dicembre - Ferdinand Walsin Esterhazy, militare francese († 1923)
- 17 dicembre - Émile Faguet, critico letterario francese († 1916)
- 17 dicembre - Michel Joseph Maunoury, generale francese († 1923)
- 19 dicembre - Giovambattista Paternò del Toscano, politico italiano († 1916)
- 20 dicembre - Sape Talma, medico olandese († 1918)
- 21 dicembre - John Chard, militare britannico († 1897)
- 21 dicembre - Il'ja Sergeevič Krašeninnikov, politico russo († 1920)
- 24 dicembre - George Baden-Powell, politico e scrittore britannico († 1898)
- 24 dicembre - Icilio Guareschi, chimico e storico italiano († 1918)
- 25 dicembre - William A. Shinkman, compositore di scacchi statunitense († 1933)
- 25 dicembre - Victor Vignon, pittore francese († 1909)
- 26 dicembre - August Michaelis, chimico tedesco († 1916)
- 27 dicembre - Donato Maria Dell'Olio, cardinale e arcivescovo cattolico italiano († 1902)
- 27 dicembre - Henry Fitzalan-Howard, XV duca di Norfolk, nobile e politico inglese († 1917)
- 28 dicembre - Giuseppe Maria Giulietti, geografo e esploratore italiano († 1881)
- 29 dicembre - Gaetano Russo, scultore italiano († 1908)
- 31 dicembre - Wilson Shannon Bissell, politico statunitense († 1903)
- 31 dicembre - Vittorio Calcina, regista e fotografo italiano († 1916)

## Senza giorno specificato(47)
- Francisco Álvarez, poeta portoricano († 1881)
- Eugenio Bellosio, scultore e orafo italiano († 1927)
- Beppu Shinsuke, militare giapponese († 1877)
- Otto Blehr, politico norvegese († 1927)
- Augusto Brogi, baritono e tenore italiano († 1917)
- Francesco Cannas, magistrato italiano († 1909)
- Dario Chini, restauratore e decoratore italiano († 1897)
- Ike Clanton, pistolero statunitense († 1887)
- Adriano de Paiva, fisico portoghese († 1907)
- Angelo De Santi, gesuita e musicologo italiano († 1922)
- Due Lune, condottiero nativo americano († 1917)
- Marie Duval, disegnatrice britannica († 1890)
- John Faithfull Fleet, funzionario inglese († 1917)
- Ferdinand Fellner, architetto austriaco († 1916)
- Luigi Fiorillo, fotografo italiano († 1898)
- Joan Flotats, scultore spagnolo († 1917)
- Pompeo Fortini, pittore italiano († 1917)
- James Sykes Gamble, botanico britannico († 1925)
- Walter Holbrook Gaskell, fisiologo britannico († 1914)
- Ernesto Ghiotti, ingegnere e architetto italiano († 1938)
- Charles Gide, economista francese († 1932)
- Hermenegildo Giner de los Ríos, pedagogo, scrittore e politico spagnolo († 1923)
- Gerardus Gul, arcivescovo vetero-cattolico olandese († 1920)
- William Heise, regista statunitense († 1910)
- Friedrich Wilhelm Ludwig Kraenzlin, botanico tedesco († 1934)
- Ivan Afanas'evič Kuščevskij, scrittore russo († 1876)
- Nakano Takeko, militare giapponese († 1868)
- Heinrich Obersteiner, neurologo austriaco († 1922)
- Pietro Pasquali, pedagogista italiano († 1921)
- Antonietta Pozzoni Anastasi, soprano italiano († 1917)
- Paul Reclus, medico francese († 1914)
- Fernando Saavedra, religioso e compositore di scacchi spagnolo († 1922)
- Máximo Santos, politico uruguaiano († 1889)
- Georgij Dmitrievič Šervašidze, politico russo († 1918)
- Mattie Silks, imprenditrice statunitense († 1929)
- Pio Soli, architetto italiano († 1906)
- Albert-Félix-Théophile Thomas, architetto francese († 1907)
- Cesare Mauro Trebbi, pittore italiano († 1931)
- Thomas Troward, scrittore e filosofo britannico († 1916)
- Filippo Vallino, medico e botanico italiano († 1916)
- Bertha Wegmann, pittrice danese († 1926)
- Alexa Wilding, modella inglese († 1884)
- Wilhelm Withöft, ammiraglio russo († 1904)
- Pietro Wührer, patriota e imprenditore italiano († 1912)
- Alexandru Dimitrie Xenopol, storico rumeno († 1920)
- William Young, commediografo, scrittore e attore statunitense († 1920)
- Aníbal Zañartu, politico cileno († 1902)